# Carlo Missidenti
Carlo Missidenti (Montichiari, 16 agosto 1978) è un tecnico del suono italiano.

## Biografia
Durante il periodo degli studi universitari si iscrive a Ipotesi Cinema, scuola di formazione fondata da Ermanno Olmi. In quegli anni conosce il regista Giorgio Diritti, col quale inizia a collaborare professionalmente; in principio in programmi televisivi e successivamente al cinema.

## Filmografia

### Cinema
- Il vento fa il suo giro, regia di Giorgio Diritti, (2005)
- Fine pena mai, regia di Davide Barletti e Lorenzo Conte, (2007)
- La terra nel sangue, regia di Giovanni Ziberna, (2008)
- Le cose in te nascoste, regia di Vito Vinci, (2008)
- L'uomo che verrà, regia di Giorgio Diritti, (2009)
- Terra Madre, regia di Ermanno Olmi, (2009)
- Dietro il buio, regia di Giorgio Pressburger, (2011)
- Un giorno devi andare, regia di Giorgio Diritti, (2013)
- I ponti di Sarajevo (Les Ponts de Sarajevo), registi vari, (2014)
- Maldamore, regia di Angelo Longoni, (2014)
- Vinodentro, regia di Ferdinando Vicentini Orgnani, (2014)
- In fondo al bosco, regia di Stefano Lodovichi, (2015)
- Fräulein - Una fiaba d'inverno, regia di Caterina Carone, (2016)
- Senza lasciare traccia, regia di Gianclaudio Cappai, (2016)
- Finché c'è prosecco c'è speranza, regia di Antonio Padovan, (2017)
- Lacci, regia di Daniele Luchetti (2020)
- I fratelli De Filippo, regia di Sergio Rubini (2021)
- Takeaway, regia di Renzo Carbonera (2021)
- La stranezza, regia di Roberto Andò (2022)
- War - La guerra desiderata, regia di Gianni Zanasi (2022)

### Televisione
- Fango e gloria - La Grande Guerra, regia di Leonardo Tiberi, (2014)

## Premi e riconoscimenti
David di Donatello
- 2010 - Miglior suono per L'uomo che verrà
- 2021 - Miglior suono per Volevo Nascondermi

Nastro d'argento
- 2008 - candidato a Miglior suono per Il vento fa il suo giro
- 2008 - Miglior suono per L'uomo che verrà
- 2013 - candidato a Miglior suono per Un giorno devi andare
- 2016 - candidato a Miglior suono per In fondo al bosco

Ciak d'oro
- 2010 - Migliore sonoro in presa diretta per L'uomo che verrà[2]